# Trilok Gurtu
Trilok Gurtu (Bombay, India, 30 de octubre de 1951) es un percusionista, cantante y compositor de jazz, fusión, música india y música del mundo. Ha realizado sus propios trabajos discográficos y ha colaborado con artistas tales como Terje Rypdal, John McLaughlin, Jan Garbarek, Joe Zawinul, Bill Laswell y Robert Miles. Utiliza una batería inusual con una mezcla de percusión de la India. En 2008 fue galardonado con el Premio Etnosur.

## Discografía

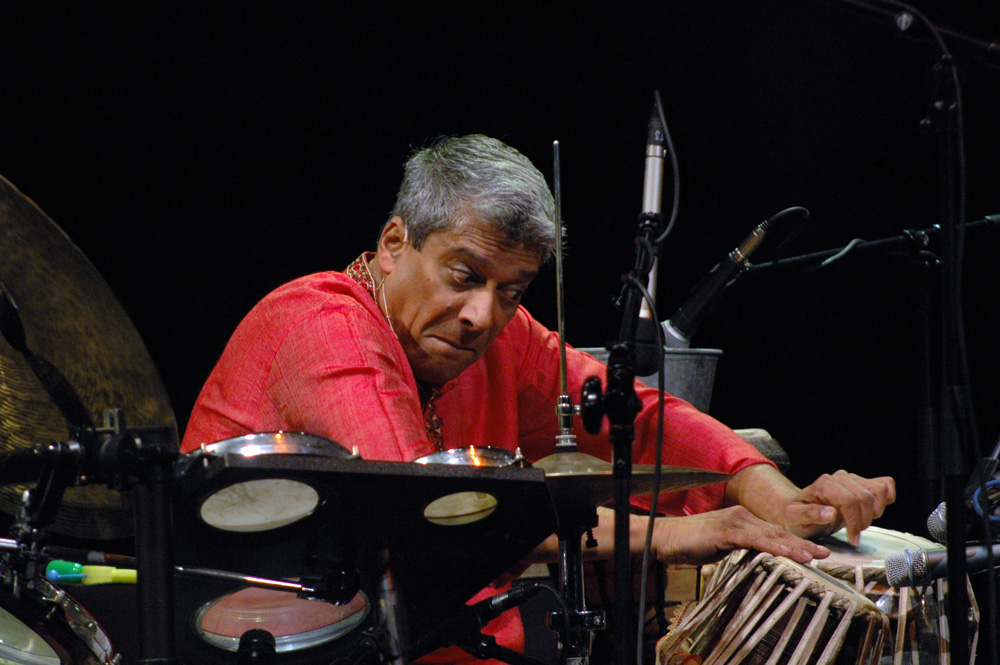
Actuando en Varsovia con Arkè String Quartet

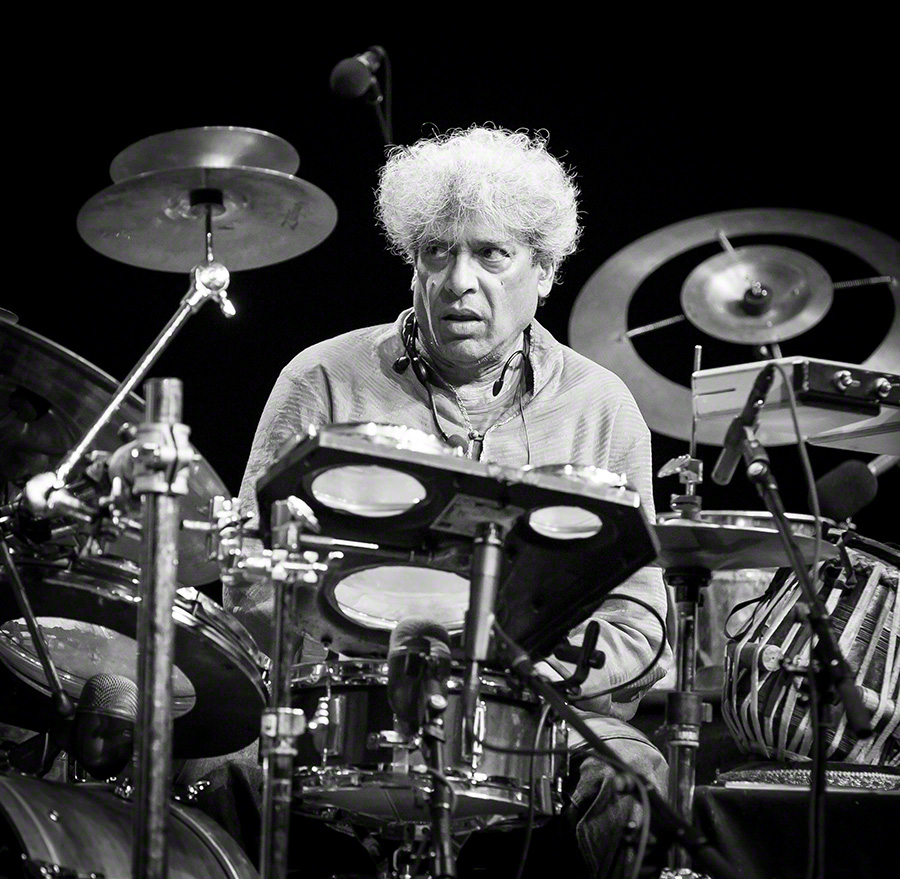
Trilok Gurtu, Oslo Jazzfestival 2016

Álbumes como solista y en colaboración
- 1983: Finale - with Charly Antolini
- 1987: Usfret
- 1987: Ecotopia - with Oregon
- 1989: 45th Parallel - with Oregon
- 1990: Living Magic
- 1991: Always, Never and Forever - with Oregon
- 1993: Crazy Saints
- 1995: Believe
- 1995: Bad Habits Die Hard
- 1997: The Glimpse
- 1998: Kathak
- 2000: African Fantasy
- 2001: The Beat of Love
- 2002: Remembrance
- 2004: Miles Gurtu - with Robert Miles
- 2004: Broken Rhythms
- 2006: Farakala
- 2007: Arkeology
- 2009: Massical